# Fútbol en Alemania

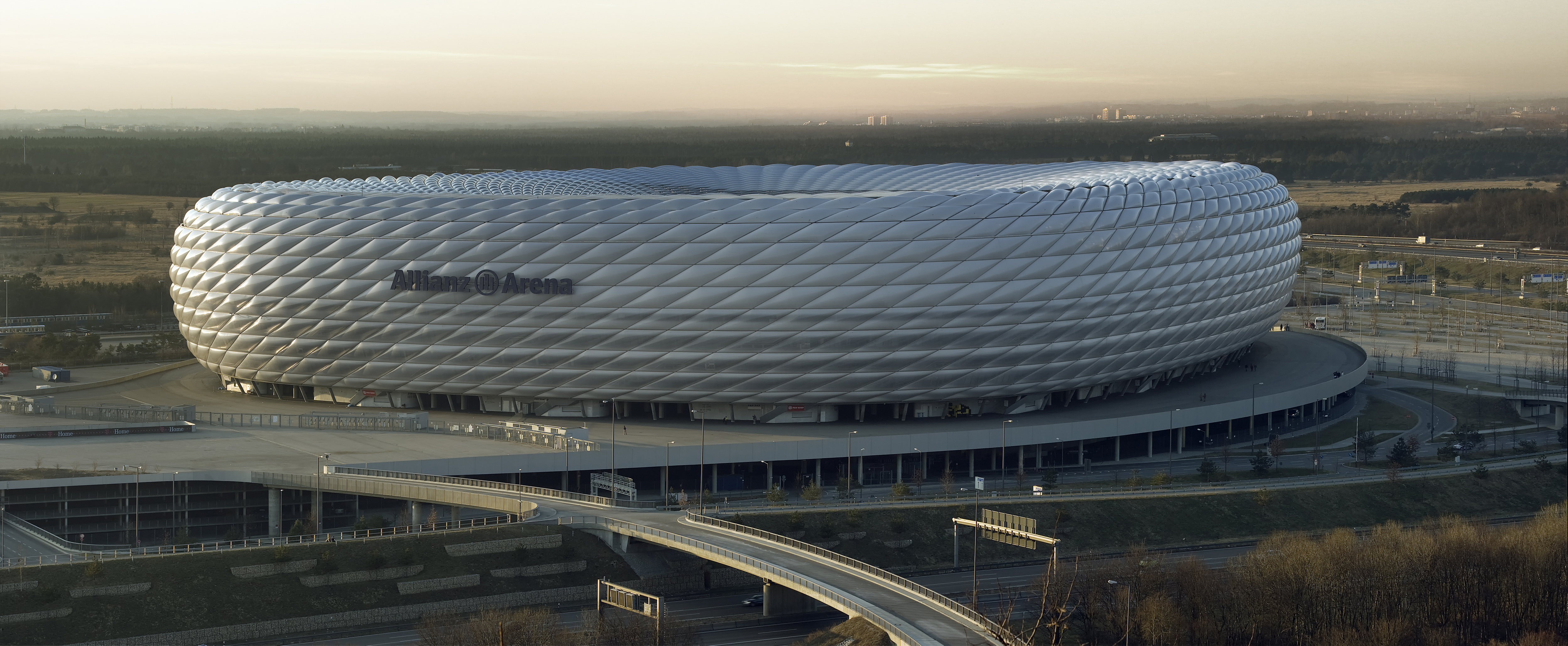
Allianz Arena, es uno de los estadios más grandes de Alemania.

El fútbol es uno de los deporte más populares en Alemania. La Federación Alemana de Fútbol es la que organiza las competiciones futbolísticas y todo lo relacionado con este deporte en el país. Hay un sistema de liga que domina la Bundesliga, división principal del país y la 2. Bundesliga, la segunda división, además de la 3. Liga (tercera división) y la Regionalliga (cuarta división). El campeón final de Alemania es el ganador de la Bundesliga, que tiene acceso directo a la Champions League.
La Selección de fútbol de Alemania es una de las naciones más exitosas del mundo, ganando cuatro Mundiales y tres Eurocopas (récord), también llegando a la final en seis ocasiones. Alemania ha sido la organizadora de la Copa Mundial de Fútbol de 1974, de la Eurocopa 1988, del Mundial 2006, en 2011 fue la sede de la Copa Mundial femenina y en 2024 organizó la Eurocopa 2024.

## Historia

### Primeros clubes
El club de fútbol Inglés Dresde es considerado el primer club de fútbol moderno en Alemania. Fue fundado en 1850 por los ingleses que vivían y trabajaban en Dresde. En los siguientes 20 años, el fútbol logró una popularidad creciente y se fundaron clubes de fútbol en Berlín, Hamburgo y Karlsruhe.

### Desde 1900 hasta 1974
El fútbol perdió popularidad en el país, sobre todo antes de la Segunda Guerra Mundial, aun así la selección ganó algunos importantes torneos.

### 1974 hasta presente
La selección alemana ganó sus más importantes torneos, tanto Eurocopas como Mundiales y el fútbol tuvo un aumento muy grande.

## Selección

### Alemania en los Mundiales
La selección de fútbol de Alemania es una de las mas laureadas en los mundiales, consiguió el campeonato en las ediciones de Suiza 1954, en Alemania 1974, en Italia 1990 y en Brasil 2014, además de conseguir el subcampeonato en 1966 frente a Inglaterra, en 1982 frente a Italia, en 1986 frente a Argentina y en 2002 frente a Brasil. Consiguiendo ser la segunda selección con mas campeonatos mundiales compartiendo esta posición junto a Italia y solo por detrás de Brasil.
| Año   | Ronda            | Posición | PJ  | PG | PE | PP | GF  | GC  |
| ----- | ---------------- | -------- | --- | -- | -- | -- | --- | --- |
| 1930  | No participó     | 0        | 0   | 0  | 0  | 0  | 0   | 0   |
| 1934  | Tercer lugar     | 3°       | 4   | 3  | 0  | 1  | 11  | 8   |
| 1938  | Octavos de final | 10°      | 2   | 0  | 1  | 1  | 3   | 5   |
| 1950  | No participó     | 0        | 0   | 0  | 0  | 0  | 0   | 0   |
| 1954  | Campeones        | 1°       | 6   | 5  | 0  | 1  | 25  | 14  |
| 1958  | Semifinales      | 4°       | 6   | 2  | 2  | 2  | 12  | 14  |
| 1962  | Cuartos de final | 7°       | 4   | 2  | 1  | 1  | 4   | 2   |
| 1966  | Finalista        | 2°       | 6   | 4  | 1  | 1  | 15  | 6   |
| 1970  | Semifinal        | 3°       | 6   | 5  | 0  | 1  | 17  | 10  |
| 1974  | Campeón          | 1°       | 7   | 6  | 0  | 1  | 13  | 4   |
| 1978  | Segunda ronda    | 6°       | 6   | 1  | 4  | 1  | 10  | 5   |
| 1982  | Finalista        | 2°       | 7   | 3  | 2  | 2  | 12  | 10  |
| 1986  | Finalista        | 2°       | 7   | 3  | 2  | 2  | 8   | 7   |
| 1990  | Campeón          | 1°       | 7   | 5  | 2  | 0  | 15  | 5   |
| 1994  | Cuartos de final | 5°       | 5   | 3  | 1  | 1  | 9   | 7   |
| 1998  | Cuartos de final | 7°       | 5   | 3  | 1  | 1  | 8   | 6   |
| 2002  | Finalista        | 2°       | 7   | 5  | 1  | 1  | 14  | 3   |
| 2006  | Semifinales      | 3°       | 7   | 5  | 1  | 1  | 14  | 6   |
| 2010  | Semifinales      | 3°       | 7   | 5  | 0  | 2  | 16  | 5   |
| 2014  | Campeón          | 1°       | 7   | 6  | 1  | 0  | 18  | 4   |
| 2018  | Primera ronda    | 22°      | 3   | 1  | 0  | 2  | 2   | 3   |
| 2022  | Primera ronda    | 17°      | 3   | 1  | 1  | 1  | 6   | 5   |
| Total | -                | 2°       | 112 | 68 | 21 | 23 | 232 | 130 |

#### Mundial de 1954
En Berna, se enfrentaban la selección de Alemania y la selección de Hungría, Alemania debía vengarse de Hungría, que le ganó 8-3 en fases previas.
El partido empezó mal para los germanos ya que a los 6 minutos los húngaros metieron el primer gol por mediación de Ferenc Puskás y en el minuto ocho Zoltan Czibor metió el segundo para los húngaros, que parecían los favoritos a llevarse el título, pero en el minuto diez, Morlok anotó el primer gol germano y en el minuto 19, Ranh, empató el encuentro. Después, no hubo más goles en la primera mitad y, en el minuto 84, Ranh de nuevo marca su segundo gol y da la victoria a los alemanes, aun así, los germanos no lo tuvieron fácil ya que dos minutos antes del final del partido un gol de Puskás fue anulado por fuera de juego.
| 4 de julio de 1954 | Alemania Federal           | 3:2 (2:2) | Hungría               | Wankdorfstadion, Berna                                                |                                                                       |
|                    | Morlock 10' · Rahn 18' 84' |           | Puskás 6' · Czibor 8' | Asistencia: 60.000 espectadores Árbitro(s): William Ling (Inglaterra) | Asistencia: 60.000 espectadores Árbitro(s): William Ling (Inglaterra) |

| ALEMANIA FEDERAL  | HUNGRIA          |
| ----------------- | ---------------- |
| 1 Turek           | 1 Grosics        |
| 3 Posipal         | 2 Buzansky       |
| 6 Liebrich        | 3 Lorant         |
| 15 Kohlmeyer      | 4 Lantos         |
| 20 Eckel          | 5 Bozsik         |
| 16 Mai            | 6 Zakarias       |
| 11 Helmut Rahn    | 20 Mihály Tóth   |
| 10 Morlock        | 8 Kocsis         |
| 13 Ottmar Walter  | 9 Hidegkuti      |
| 7 Fritz Walter    | 10 Puskas        |
| 20 Schaefer       | 11 Czibor        |
| DT Sepp Herberger | DT Gusztáv Sebes |

#### Mundial de 1974
En el Mundial de 1974, Alemania se veía casi obligada a ganar porque ellos eran los anfitriones y hacía veinte años que no ganaban una copa. En la final se enfrentaron a los Países Bajos.
El desarrollo del partido, fue con dos penaltis. En el minuto dos, los holandeses se adelantaban en el minuto dos por un penalti anotado por Neeskens, después, en el minuto 25 de penalti, empató el conjunto alemán con un gol de Breitner, y finalmente, el alemán Müller en el 43, de esa forma Alemania consiguió su segundo campeonato mundial.
| 7 de julio de 1974 | Países Bajos    | 1:2 (1:2) | Alemania Federal            | Estadio Olímpico de Múnich, Múnich                                   |                                                                      |
|                    | Neeskens 2' (p) |           | Breitner 25' (p) Müller 43' | Asistencia: 75.200 espectadores Árbitro(s): John Taylor (Inglaterra) | Asistencia: 75.200 espectadores Árbitro(s): John Taylor (Inglaterra) |

| PAÍSES BAJOS                                                                 | ALEMANIA FEDERAL             |
| ---------------------------------------------------------------------------- | ---------------------------- |
| 8 Jan Jongbloed                                                              | 1 Sepp Maier                 |
| 12 Ruud Krol                                                                 | 2 Berti Vogts                |
| 17 Wim Rijsbergen                                                            | 4 Georg Schwarzenbeck        |
| 20 Wim Suurbier                                                              | 5 Franz Beckenbauer (C)      |
| 2 Adrianus Haan                                                              | 3 Paul Breitner              |
| 6 Wim Jansen                                                                 | 12 Wolfgang Overath          |
| 13 Johan Neeskens                                                            | 13 Gerd Müller               |
| 14 Johan Cruyff (C)                                                          | 9 Juergen Grabowski          |
| 15 Rob Rensenbrink                                                           | 14 Ulrich Hoeness            |
| 16 Johnny Rep                                                                | 16 Rainer Bonhof             |
| 3 Willem van Hanegem                                                         | 17 Bernd Hoelzenbein         |
| DT Rinus Michels                                                             | DT Helmut Schon              |
| Cambios Kerkhof (Rensenbrink, 46') Theo De Jong (Rijsbergen, 68')            | Cambios                      |
| Amonestados Willem Van Hanegem (22') Johan Neeskens (39') Johan Cruyff (45') | Amonestados Berti Vogts (3') |

#### Mundial de 1990
El partido se desarrolló en Roma y no hubo goles hasta que Andreas Brehme anotó un penal a cinco minutos de que acabase el tiempo reglamentario.
| 8 de julio de 1990, 20:00 | Argentina | 0:1 (0:0) | Alemania Federal | Stadio Olimpico di Roma, Roma                                               |                                                                             |
|                           |           |           | Brehme 85'(p)    | Asistencia: 73.603 espectadores Árbitro(s): Edgardo Codesal Méndez (México) | Asistencia: 73.603 espectadores Árbitro(s): Edgardo Codesal Méndez (México) |

| ARGENTINA                                                           | ALEMANIA FEDERAL                 |
| ------------------------------------------------------------------- | -------------------------------- |
| 12 Sergio Goycochea                                                 | 1 Bodo Illgner                   |
| 13 Nestor Lorenzo                                                   | 5 Klaus Augenthaler              |
| 17 Roberto Sensini                                                  | 14 Thomas Berthold               |
| 18 José Serrizuela                                                  | 4 Jürgen Kohler                  |
| 19 Oscar Ruggeri                                                    | 6 Guido Buchwald                 |
| 20 Juan Simón                                                       | 3 Andreas Brehme                 |
| 4 José Basualdo                                                     | 8 Thomas Hässler                 |
| 7 Jorge Burruchaga                                                  | 10 Lothar Matthäus               |
| 10 Diego Maradona                                                   | 7 Pierre Littbarski              |
| 21 Pedro Troglio                                                    | 18 Jürgen Klinsmann              |
| 9 Gustavo Dezotti                                                   | 9 Rudolf Völler                  |
| DT Carlos Bilardo                                                   | DT Franz Beckenbauer             |
| Cambios 15 Monzón (Ruggeri, 46') 6 Calderón (Burruchaga, 53')       | Cambios 2 Reuter (Berthold, 73') |
| Amonestados Monzón (65') Troglio (84') Maradona (87') Dezotti (87') | Amonestados Völler (52')         |

| Alemania Federal         |
| Campeón ALEMANIA FEDERAL |
| Tercer título            |

## Sistema de ligas
1. 1.Bundesliga
2. 2. Bundesliga
3. 3. Liga
4. Regionalliga
5. Oberliga